# 言语重复
言语重复（词源自希腊语πάλιν（pálin）和λαλιά (laliá)，前者意为重复，后者意为说话或演讲，或译为自我重複述說、重复言语等）是一种复杂的抽动综合症及语言障碍。其特点是不自主地重复音节、单词或短语。它的特征类似于其他复杂的抽动综合症，如模仿言語或穢語症，但与其他失语症不同的是，言语重复患者的言语符合上下文语境。
言语重复最初由亚历山大-阿希尔·苏克在一位左半身不遂的中风患者身上所发现。尽管此前爱德华·布里索于1899年所发现的“自模仿言語”（auto-echolalia）一症可能指的是相同的东西。

## 分类
言语重复被认为是一种失语症及一种语言障碍，但是不应与發音問題相混淆，因为患者的内部言语形成并不存在问题。不过言语重复与口吃或言语急促杂乱等发音问题相似，因为它往往只出现于如回答基本问题之类的自发言语中，而不会出现在阅读或唱歌等自动言语中。自发言语中的单词和短语受其影响明显，但音节和声音则几乎不受其影响。
言语重复可能发生在影响前額葉皮質或基底神经节区域的情况下，如物理创伤、神經退化障礙、遗传性疾病或导致这两个部位多巴胺损失的各类情况。言语重复最常见于妥瑞症候群中，也可能与阿茲海默症和进行性核上性麻痹等其他神经退行性疾病一同出现。

## 特征
言语重复的定义是讲话者对单词或短语的重复，通常重复的次数不等。被重复的内容一般是整段的单词，而且大于一个音节。患者对单词的重复次数最多，其次是短语，最后才是音节或声调。言语重复患者重复他们的话语时，往往音量越来越小，语速越来越快。
凡·博尔塞（Van Borsel）等人于2007年的一项个案研究具体地考察了言语重复的声学特征。在该例中，一名60岁的男性AB被诊断为原发性帕金森氏症，学者们注意到其步态、姿势、书写和言语的变化。观察他的知觉语言特征和Frenchay构音障碍评价法结果表明AB患有少动性构音障碍并伴有明显的言语重复。当时的学者决定用关节震动仪和起搏板起搏技术进行言语治疗，以减少言语重复的重复次数。遗憾的是，尽管进行了大量的训练，AB还是无法清晰地发音。
对AB的言语治疗分析表明，他的言语重复从1分33秒到2分28秒不等，重复次数最多的词被重复了32遍，而且每次试验被重复的词及重复次数都有不同。每次重复之间都有停顿，从0.1到0.7秒不等。凡·博尔塞等人的结论是，AB的言语重复没有遵循任何模式：言语重复的持续时间并不随着训练次数的增多而减少，每次训练的言语重复次数也没有增加，每个单词被重复的持续时间也没有减少。这样的结果表明并不是所有的言语重复都表现出音量减少同时语速增快，也违背了斯特林提出的言语重复的两种不同亚型。斯特林将言语重复分为两类：A类言语重复，有时也被称作痙攣型言语重复（palilalie spasmodique）的特点是快速的言语重复和递减的音量，而B类语言重复，有时也被称作弛缓型言语重复（palilalie atonique）的特点是以恒定的速度重复及重复间所包含的沉默期。AB的语言重复既不满足A型的特点，也不满足B型的特点，而是在二者之间。
言语重复在理论上也会在书写和手语中出现。蒂龙和莫尔两人的个案研究以一位79岁的右撇子聋人为对象（匿称为PSP）展开，当时他的手语表现出异常。PSP在7岁时学会了英國手語，77岁时出现左半身无力和吞嚥障礙，之后PSP的手语中出现不自主的动作和重复。蒂龙和莫尔报告称PSP的手语的具体动作都是正确的，但手势在不停地重复，且重复的动作幅度越来越小。

## 病因
言语重复常与各类神经系统疾病一同出现，其中最常见的包括妥瑞症、阿茲海默症及进行性核上性麻痹。黑质中多巴胺分泌减少导致功能丧失也会加重该症。其还与一系列的遺傳性疾病有关，比如X染色體易裂症、普瑞德威利症候群及自閉症。

## 诊断
言语重复必须与其他的复杂抽动障碍（比如模仿言語）、口吃及言语痉挛相区分开来。因为与口吃或言语痉挛不同，言语重复往往是在重复完整的单词或短语且经常重复多次，而且讲话者能够自主发起对话。